# Кључ (Унско-сански кантон)
Кључ је насељено мјесто и сједиште истоимене општине у северозападној Босни и Херцеговини. Налази се у долини реке Сане и припада Унско-санском кантону Федерације Босне и Херцеговине. Према прелиминарним подацима пописа становништва 2013. године, у Кључу је пописано 4.898 лица.

## Историја
Тврђава Кључ („Кључ Босне“), по којој је град добио име, настала је у првој половини 14. века. Овде је 1463. турска војска заробила последњег краља Босне Стјепана Томашевића. Тврђава је стално дограђивана, јер је имала велики војни значај. Крајишки надпоручник (оберлајтнант) у Личкој граничарској регименти Марко Будисављевић је са својом четом личких јунака прелазио границу ка турској територији која се протезала дуж Пљешевице. Нарочито се истакао у рату између Аустрије и Турске 1787, када је са 500 граничара, међу којима су била и његова два сина (Томо и Петар) и још девет Будисављевића, потукао турску војску код Кључа. Након те битке додељена му је аустријска племићка титула фон Приједор. Овде је до 1838. био стациониран турски гарнизон који је штитио трговачке путеве у долини реке Сане.

### Други свјетски рат
Град Кључ, а нарочито центар вароши где су биле српске куће и радње и скоро сва села кључке парохије укључивши и Копјеницу, спаљена су до темеља.
У кључком срезу спаљен је Доњи Рибник и неколико кућа Ђукића из Горњег Рибника.

## Становништво
|                      | 2013.          | 1991.           | 1981.           | 1971.           |
| Укупно               | 4 898 (100,0%) | 7 869 (100,0%)  | 4 948 (100,0%)  | 3 426 (100,0%)  |
| Бошњаци              | 4 641 (94,75%) | 3 036 (38,58%)1 | 1 629 (32,92%)1 | 1 709 (49,88%)1 |
| Срби                 | 86 (1,756%)    | 4 107 (52,19%)  | 2 097 (42,38%)  | 1 387 (40,48%)  |
| Муслимани            | 36 (0,735%)    | –               | –               | –               |
| Босанци              | 35 (0,715%)    | –               | –               | –               |
| Неизјашњени          | 25 (0,510%)    | –               | –               | –               |
| Хрвати               | 20 (0,408%)    | 181 (2,300%)    | 169 (3,416%)    | 214 (6,246%)    |
| Роми                 | 18 (0,367%)    | –               | –               | –               |
| Албанци              | 12 (0,245%)    | –               | 22 (0,445%)     | 7 (0,204%)      |
| Босанци и Херцеговци | 10 (0,204%)    | –               | –               | –               |
| Непознато            | 10 (0,204%)    | –               | –               | –               |
| Словенци             | 3 (0,061%)     | –               | 3 (0,061%)      | 4 (0,117%)      |
| Југословени          | 1 (0,020%)     | 419 (5,325%)    | 980 (19,81%)    | 69 (2,014%)     |
| Остали               | 1 (0,020%)     | 126 (1,601%)    | 15 (0,303%)     | 21 (0,613%)     |
| Црногорци            | –              | –               | 30 (0,606%)     | 14 (0,409%)     |
| Мађари               | –              | –               | 2 (0,040%)      | –               |
| Македонци            | –              | –               | 1 (0,020%)      | 1 (0,029%)      |

1. 1 На пописима од 1971. до 1991. Бошњаци су пописивани углавном као Муслимани.